# Mirovoi-oceaan
Mirovia (van het Russische mirovoy, wat wereldwijd betekent) was de oceaan die het supercontinent Rodinia omringde in het Neoproterozoïcum, 1 miljard tot 750 miljoen jaar geleden. De theorie van de Sneeuwbalaarde stelt dat in het midden van het Neoproterozoïcum, het Cryogenium, de ijstijden zo zwaar waren dat de hele oceaan tot op een diepte van 2 kilometer bevroren was.